# Oxalis hispidula
Oxalis hispidula är en harsyreväxtart som beskrevs av Joseph Gerhard Zuccarini. Oxalis hispidula ingår i släktet oxalisar, och familjen harsyreväxter. Inga underarter finns listade i Catalogue of Life.